# Сайбеков Максим Геннадійович
Сайбеков Максим Геннадійович (eng. Maksym Hennadiiovych Saibekov, народився 5 серпня 1988 року, Полтава, Полтавська область, Україна) — український культурний і освітній діяч, науковець, педагог, історик, дослідник епохи «Темні віки». Доктор філософії 011 Освітні, педагогічні науки. Завідувач кафедри аудіовізуального мистецтва, навчально-наукового інституту мистецтв, Державного закладу «Луганський національний університет імені Тараса Шевченка» (з 2023 року). Член громадської організації «Коаліція дієвців культури» (з 2024 року). Автор наукових праць.

## Життєпис
У 1995 році пішов у перший клас Авторської національної школи № 37 (АНШ) м. Полтави. У 2005 році закінчив 11 клас ЗОШ І — III ступенів № 37 м. Полтави.

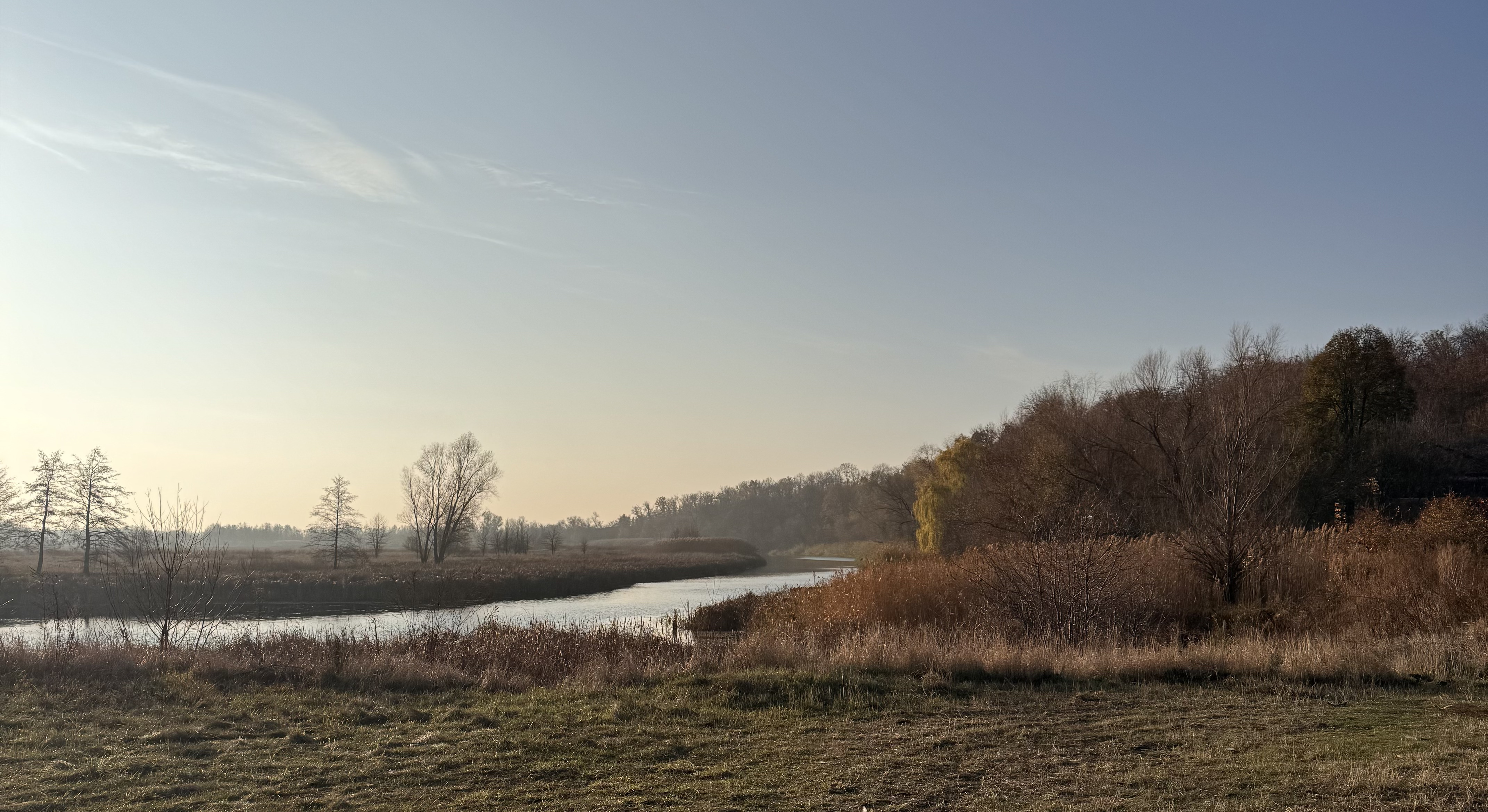
село Коломак на річці Говтва Вільхова

Дитячі та юнацькі роки провів у мальовничому українському селі Коломак, на річці Говтва Вільхова, Решетилівського району, що на Полтавщині.
26 квітня 2007 року був призваний на строкову службу і направлений у військову частину А 3990. 13 листопада 2007 року прийнятий на військову службу за контрактом. 9 листопада 2008 року звільнений (демобілізований) в запас. Має військове звання молодший сержант, посаду командира відділення.
У травні — червні 2009 року пройшов зовнішнє незалежне оцінювання (ЗНО).
1 вересня 2009 року вступив до Полтавського державного (національного) педагогічного університету імені В. Г. Короленка на історичний факультет, на спеціальність «Історія». У 2013 році закінчив ПНПУ імені В. Г. Короленка і отримав базову вищу освіту за напрямом підготовки «Історія» та здобув кваліфікацію бакалавра — вчитель історії. У 2014 році закінчив ПНПУ імені В. Г. Короленка і отримав повну вищу освіту за спеціальністю «Історія» та здобув кваліфікацію історика — вчитель історії. У 2015 році закінчив ПНПУ імені В. Г. Короленка та здобув ступінь магістра за спеціальністю «Історія» та здобув кваліфікацію «Історик. Викладач історії». Брав участь в інтелектуальній грі «Що? Де Коли?» у складі команди випускників історичного факультету «Кобищанська культурна спілка».
У 2013 році під час навчання на 4 курсі брав участь у Всеукраїнській студентській олімпіаді з всесвітньої історії, де зайняв призове місце. З 2016 року актор аматорського театрального колективу «Фабула».
Під час Революції гідності (2013—2014) брав участь у студентських протестах проти дій проросійської влади, що була очолювана федором януковичем, яка зупинила євроінтеграційні процеси і повністю переорієнтувалась на москву.

Сферою наукових інтересів є: епоха темних віків, творчість Ісидора Севільського, кінознавство, акредитація, ліцензування освітньої діяльності. 

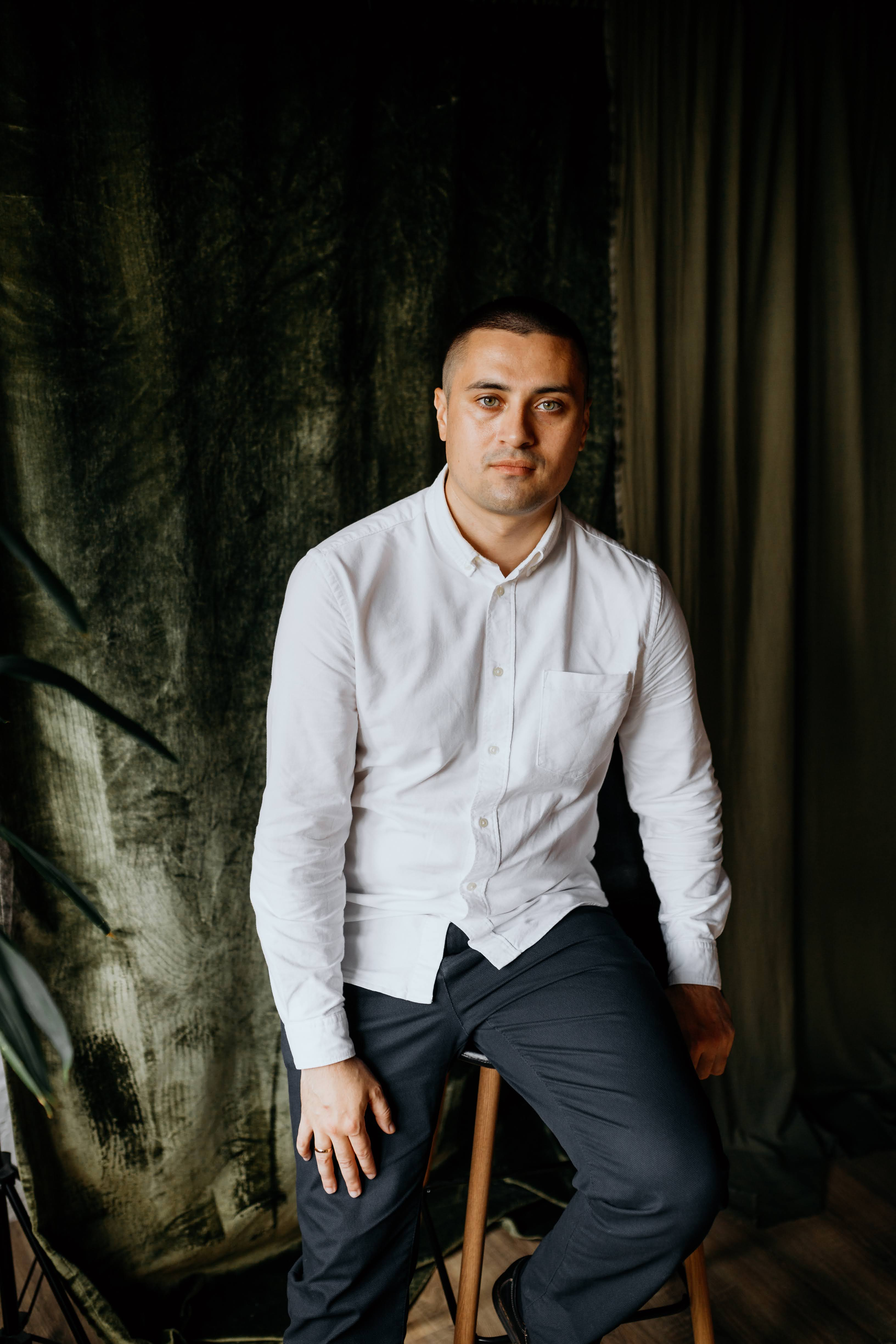
Сайбеков Максим, влітку 2021 року

В квітні 2021 року отримав диплом доктора філософії за спеціальністю 011 Освітні, педагогічні науки. Влітку склав іспит на рівень вільного володіння державною мовою другого ступеня.
В січні 2025 року захистив магістерську кваліфікаційну роботу на тему: «Еволюція аудіовізуального мистецтва: роль звукового оформлення у розвитку від німого кіно до звукового» за спеціальністю 021 Аудіовізульне мистецтво та виробництво.
Значний вплив на формування світогляду Сайбекова Максима Геннадійовича справило його найближче оточення, а саме бабуся — Щербина Ніна Іванівна, наукова керівниця — Цебрій Ірина Василівна, сестра — Сайбекова Маріанна Геннадіївна, друзі — Лук'яненко Олександр Вікторович, Ластовецький Олександр Вікторович, викладачі Полтавського національного педагогічного університету імені В. Г. Короленка.

## Професійна діяльність
Із осені 2022 року працював у Державному закладі «Луганський національний університет імені Тараса Шевченка» на посаді заступника завідувача відділу управління якістю освітньої діяльності, що дало змогу отримати неабиякий досвід у сфері внутрішньої системи забезпечення якості освіти. Щодо дотримання культури якості, то з 2017 року, як аспірант кафедри загальної педагогіки та андрагогіки, був у складі робочої групи щодо розробки освітньо-наукової програми «Освітні, педагогічні науки», спеціальності Освітні, педагогічні науки. Член ради молодих вчених у Полтавському національному педагогічному університеті імені В. Г. Короленка з 2016—2020 рр.
У грудні 2020 року захистив дисертацію на тему: «Освітні ідеї та християнське виховання в творчій спадщині Ісидора Севільського» під керівництвом доктора педагогічних наук, професора Ірини Василівни Цебрій.
З 2022 року працював спочатку як заступник завідувача відділу управління якістю освітньої діяльності ДЗ «Луганський національний університет імені Тараса Шевченка», як провідний фахівець відділу, завідувач сектору акредитації і ліцензування, в обов'язки якого входили:
- сприяти створенню ефективної системи методологічного супроводу акредитації освітніх програм;
- здійснювати моніторинг освітніх програм;
- складати встановлену звітність, ознайомлювати директорати і кафедри з отриманою в централізованому порядку документацією з акредитації освітніх програм;
- брати участь у розробці проєктів університетських нормативних, інструктивних та методичних документів з питань акредитації освітніх програм;
- виконувати накази, розпорядження по університету щодо організації акредитаційного процесу;
- виконувати окремі службові доручення свого безпосереднього керівника;
- ліцензування освітньої діяльності ДЗ «Луганський національний університет імені Тараса Шевченка»;
- постійний моніторинг щодо оновлення освітніх програм, навчальних планів, публікацій проєктів освітніх програм, силабусів, робочих програм освітніх компонентів на сайті закладу, ініціювання публічних обговорень проєктів освітніх порогам;
- моніторинг дотримання положень і процедур, що стосуються внутрішньої системи забезпечення якості вищої освіти в університеті;
- надавати пропозиції щодо вдосконалення та перспектив організації забезпечення якості освітньої діяльності в університеті;
- відповідаю за дотримання Ліцензійних умов викладачами, як відповідальна особа за ліцензування в ЄДЕБО (єдина державна електронна база з питань освіти);
- вчасне сповіщення всіх зацікавлених сторін щодо акредитації освітніх програм університету.
З 2022 року безпосередньо бере участь у внутрішній системі забезпечення якості вищої освіти ДЗ «Луганський національний університет імені Тараса Шевченка». За час роботи у системі якості щодо акредитації освітніх програм, що реалізуються у Державному закладі «Луганський національний університет імені Тараса Шевченка», то: у 2022—2023 н.р. було включено у заявку 32 освітні програми, у 2023—2024 н.р. — 35 освітніх програм, у 2024—2025 н.р. — 30 освітніх програм. Здійснює організаційно-методичний та технічний супровід кожної з цих освітніх програм, від процедур призначення гарантів, перегляду освітніх програм, розміщення проєктів освітніх програм, розгляду освітніх програм, дотримання зовнішніх і внутрішніх нормативних документів, відповідність критеріям оцінювання якості освітньої програми, а також інших процесів, що стосуються процедур дотримання якості у вищій освіті університету. Брав безпосередню участь у форкус-групах, що стосуються матеріально-технічної бази університету, адміністративного персоналу.
У 2024 році вже як завідувач кафедри, на якій реалізується освітня програма «Ведучий програм телебачення», спеціальності 021 Аудіовізуальне мистецтво та виробництво, бере участь в акредитації. Ця освітня програма пройшла акредитацію і отримала сертифікат строком на 5 років.
З 2023 року — член комісії з навчально-методичної роботи ДЗ «Луганський національний університет імені Тараса Шевченка». Займався розробкою, оновленням положень і процедур, що стосуються внутрішньої системи забезпечення якості вищої освіти в університеті.
У 2024-2025 роках — член проєктної групи щодо розробки освітніх програм першого (бакалаврського) та другого (магістерського) рівнів вищої освіти «Ведучий програм телебачення», «Режисер аудіовізуальних творів», спеціальності 021 «Аудіовізуальне мистецтво та виробництво» (B1 Аудіовізуальне мистецтво та медіавиробництво).
З вересня 2023 року, на початку кожного навчального року проводив відкриту лекцію на тему: «Основи академічної доброчесності в сучасному освітньому середовищі», матеріали якої є у публічному доступі. Організував на базі кафедри Центр аудіовізуального мистецтва, проблемну групу «Добро і честь», метою якої є поширення і дотримання принципів академічної доброчесності в освітньому середовищі.
Як провідний фахівець відділу управління якістю освітньої діяльності ДЗ «Луганський національний університет імені Тараса Шевченка», разом із завідувачкою відділу, реалізовував проєкт «Школа гарантів», де проводились практичні та теоретичні заняття з гарантами освітніх програм, керівниками структурних підрозділів, адміністративним складом щодо процедури акредитації та дотримання процедур зовнішньої та внутрішньої системи якості.
Володіє знаннями законодавства України у сфері освіти.
Має досвід у:
- переоформленні ліцензії освітніх програм (у вищій і фаховій передвищій освіті), що передбачають присвоєння професійної кваліфікації з професій, для яких запроваджено додаткове регулювання;
- переоформленні сертифікатів, що видані МОН та, що видані НАЗЯВО;
- поширені акредитації з однієї освітньої програми на іншу;
- подовженні дії сертифікатів, що видані МОН та НАЗЯВО.
- ліцензуванні освітньої діяльності, а саме у додаванні об'єктів матеріально-технічного забезпечення (місця провадження освітньої діяльності).
Має практичний досвід в управлінській, освітній діяльності.

## Творчість
У 2024 році, через симпатію Ілона Маска до росії та інші непопулярні його заяви, які можна тлумачити неоднозначно, була написана жартівлива пісня, що деконструює Маска.
 Уривок з пісні:
| Ліві лапки | Yes, I'm not Elon Musk, I didn't invent the rocket r, But I can send a bitch to Mars And even Tumberg Greta. | Праві лапки |

## Доробок
1. Освітні ідеї та християнське виховання в творчій спадщині Ісидора Севільського[6].
2. Уявлення Ісидора Севільського про зміст знань в контексті ранньосередньовічної освіти у Вестготській Іспанії (VI—VII ст. н. е.)[7].
3. Методичні рекомендації до виконання кваліфікаційної роботи бакалавра[8].
4. Методичні рекомендації до виконання кваліфікаційної роботи магістра[9].
5. Christian education of the ruler in the Visigothic Kingdom[10].
6. Вестготська і римо-ірландська вчені традиції в генезі європейської початкової та вищої школи[11].
7. Гіспальська єпископальна школа, як осередок освіти у Вестготській Іспанії[12].
8. Організація навчально-виховного процесу Ісидором Севільським[13].
9. Середньовічна європейська рецепція як сприйняття й запозичення освітніх ідей Ісидора Севільського[14].
10. Historical and legal views about the image of the Perfect ruler in Visigothic Spain in VI—VII centuries ad[15].
11. Методичні засади Етимологій Ісидора Севільського[16].
12. Новаторство Ісидора Севільського в теорії та практиці навчально-виховного процесу[17].
13. «РИТОРИКА» І «ДІАЛЕКТИКА» В КОНТЕКСТІ СЕМИ ВІЛЬНИХ МИСТЕЦТВ У ТВОРЧІЙ СПАДЩИНІ ІСИДОРА СЕВІЛЬСЬКОГО[18].
14. Культурно-історичні та правові уявлення про образ ідеального правителя у Вестготській Іспанії в VI—VII ст.[19].
15. Аналіз методу Ісидора Севільського у працях «етимології», «диференції», «сентенції»[20].
16. ЗАХИСТ ОСОБИСТИХ НЕМАЙНОВИХ І МАЙНОВИХ АВТОРСЬКИХ ПРАВ НА ТВІР В АУДІОВІЗУАЛЬНОМУ МИСТЕЦТВІ ТА ВИРОБНИЦТВІ В РЕТРОСПЕКТИВІ: ІСТОРИКО-ПРАВОВИЙ АСПЕКТ[21].
17. МЕТОДИЧНІ РЕКОМЕНДАЦІЇ «ПІДСУМКОВИЙ АТЕСТАЦІЙНИЙ ЕКЗАМЕН»[22].
18. Analysis of the Isidore of Seville's Method Based on His Creative Works Etymologiae, Differentiae, de Summo Bono[23].
19. ЗАХИСТ ТВОРУ В АУДІОВІЗУАЛЬНОМУ МИСТЕЦТВІ ТА ВИРОБНИЦТВІ: МОРАЛЬНО-ПРАВОВИЙ АСПЕКТ[24].
20. THE ISIDORE OF SEVILLE'S METHOD FOR STUDYING QUADRIVIUM IN HISPALIS SCHOOL[25].
21. Research on the use of interactive technologies in the process of teaching design and their role in the formation of aesthetic consciousness of future designers in the process[26].
22. АСТРОНОМІЧНІ УЯВЛЕННЯ У СУСПІЛЬСТВІ ВЕСТГОТСЬКОГО КОРОЛІВСТВА VI—VII СТ. НА ОСНОВІ АНАЛІЗУ ПРАЦІ ІСИДОРА СЕВІЛЬСЬКОГО «ЕТИМОЛОГІЇ»[27].
23. АНТИЧНА ТРАДИЦІЯ МУЗИЧНОГО МИСТЕЦТВА У ТВОРЧІЙ СПАДЩИНІ ІСИДОРА СЕВІЛЬСЬКОГО[28].
24. РОЛЬ ЗВУКОВОГО ОФОРМЛЕННЯ В КІНОМИСТЕЦТВІ: ТЕХНІЧНІ АСПЕКТИ[29].
25. ВПЛИВ ЗВУКОВОГО ОФОРМЛЕННЯ АУДІОВІЗУАЛЬНОГО ТВОРУ НА ГЛЯДАЧІВ[30].
26. ВПЛИВ НАУКОВО-ТЕХНІЧНОГО ПРОГРЕСУ НА РОЗВИТОК ЗВУКОВОГО ОФОРМЛЕННЯ АУДІОВІЗУАЛЬНИХ ТВОРІВ У КІНО (ОСТАННЯ ТРЕТИНА XIX—I ЧВЕРТЬ XX)[31].
27. Інформаційні технології впливу на безпеку держави[32].